# Evangelische Kirche Babbenhausen-Oberbecksen
Die Evangelische Kirche Babbenhausen-Oberbecksen in Bad Oeynhausen ist eine Filialkirche der Evangelisch-Lutherischen Kirchengemeinde Rehme, die dem Kirchenkreis Vlotho der Evangelischen Kirche von Westfalen angehört. Sie befindet sich auf der Grenze zwischen den früheren Bauerschaften Babbenhausen und Oberbecksen, die heute zum Stadtteil Rehme gehören.

## Geschichte und Architektur
Die Kirche wurde von 1956 bis 1957 als Filialkirche der Kirchengemeinde Rehme (Laurentiuskirche) erbaut. 1966 wurde sie Pfarrkirche der neu gegründeten Evangelisch-Lutherischen Kirchengemeinde Babbenhausen-Oberbecksen, die 2008 wieder mit der Gemeinde Rehme vereinigt wurde.
Das Kirchengebäude besteht aus zwei Schiffen, die durch eine Rollladenwand voneinander getrennt waren, und dem Kirchturm. Das Hauptschiff diente mit Altar, Kanzel, Taufbecken und einer Empore mit einer Steinmann-Orgel als Gottesdienstraum. Im Nebenschiff befanden sich ein Gemeindesaal und Unterrichtsräume. Die Kirche wurde 1998 renoviert und umgebaut, so dass Nebenschiff und Hauptschiff nunmehr einen einheitlichen Kirchraum bilden.